# Залив Дежнёва
Залив Дежнёва — залив в Баренцевом море, в юго-восточной части острова Земля Александры, который входит в архипелаг Земля Франца-Иосифа. Назван в честь русского путешественника Семёна Дежнёва.
Крайними точками залива являются мысы Ледяной на западе и Томаса на востоке. Имеются две бухты: Северная и Островная. Залив Дежнёва омывает на востоке полуостров Полярных Лётчиков, а на западе купол Лунный и выходит в пролив Кембридж.
В 2015 году участок акватории в бухте Северная залива Дежнёва получил статус внешнего рейда морского порта Архангельск.